# Le Misanthrope (Brueghel)
Pour les articles homonymes, voir Misanthrope (homonymie).
Le Misanthrope est un tableau peint par Pieter Brueghel l'Ancien en 1568. Il est conservé au musée Capodimonte de Naples.

## Description
Un misanthrope est par définition une personne mal disposée envers le genre humain, apparaissant ici de façon inattendue sous les habits d'un moine portant une escarcelle. Le vagabond, qui cherche à lui subtiliser sa bourse, symbolise la vanité du monde. Brueghel joue du caractère contradictoire de ses personnages, et en les associant, tisse un réseau inextricable de paradoxes. Quel but peut bien poursuivre le personnage dans le globe et volant le cœur du misanthrope ? Le berger semble, en spectateur, faire contrepoids à la métaphore de la misanthropie au milieu d'un monde hostile. Qu'il s'agisse du larcin du personnage symbole de la vanité, ou des clous à quatre pointes placés sur le chemin du moine, Brueghel ne suggère aucun moyen d'infléchir ou de stopper la spirale des événements.
La légende aurait été ajoutée après la réalisation du tableau et sans doute pas par Brueghel : « Parce que le monde est si perfide / Pour cela je vais dans le deuil ». Le Misanthrope a perdu son cœur, dérobé par ce personnage virtuel, "Le Monde", imaginé par le misanthrope, éloigné de la réalité en fond de tableau qui a à la fois ses richesses et ses beautés (le moulin, le labeur paisible) mais également ses pauvretés et ses horreurs (village en feu).
Le moulin est un moulin sur pivot et témoigne de la transition qui se fait dans la voilure des moulins.